# Reggiane Re.2000
Reggiane Re.2000 Falco (Sokół) – włoski samolot myśliwski. Zaprojektowany i zbudowany w 1939 roku w wytwórni lotniczej Officine Meccaniche „Reggiane” S.p.A. w Reggio Emilia, należącej do koncerniu Caproni.

## Historia
Pracę nad samolotem myśliwskim Reggiane Re.2000 Falco rozpoczęto we włoskiej wytwórni lotniczej Officine Meccaniche Reggiane S.p.A. w 1938 roku, a głównym konstruktor był inż. Roberto G. Longhi. Konstrukcja ta była wzorowana na amerykańskim pokładowym samolocie myśliwskim Republic P-35.
Oblot samolotu nastąpił 24 maja 1939 roku. Potwierdził on dobre właściwości lotnicze i lotnictwo włoskiej marynarki wojennej zamówiła serię próbną 12 sztuk samolotów Re.2000 Falco I. Samoloty te zostały skierowane jako samoloty pokładowe włoskich pancerników: „Littorio”, „Vittorio Veneto”, „Roma”. Startowały one z pancerników przy użyciu katapulty.
Wobec braku dalszego zainteresowania ze strony lotnictwa włoskiego 60 sztuk samolotów Reggiane Re.2000 Falco I sprzedano do Szwecji, gdzie otrzymały oznaczenie J20, oraz 70 samolotów na Węgry. Także Węgry zakupiły licencję na budowę tego samolotu, otrzymał on nazwę Re.2000 Heja.
Pod koniec 1941 roku we Włoszech wyprodukowano jeszcze 24 egzemplarze samolotu Reggiane Re.2000 Falco III tzw. model „grande autonomia”, którego zasięg wynosił 2000 km.
Do końca II wojny światowej wyprodukowano około 170 samolotów Re.2000 Falco we Włoszech i dodatkowo na Węgrzech w wytwórni MAVAG – 198 samolotów na licencji oznaczonych Re.2000 Heja.

## Użycie bojowe samolotu
Samoloty Raggiane Re.2000 Falco były używane na początku wojny jako samoloty pokładowe włoskich pancerników. Samoloty Re.2000 Falco III stacjonowały na Sycylii, gdzie walczyły z samolotami alianckimi nad Morzem Śródziemnym. Natomiast w lotnictwie węgierskim były jednym z najczęściej spotykanych samolotów myśliwskich.

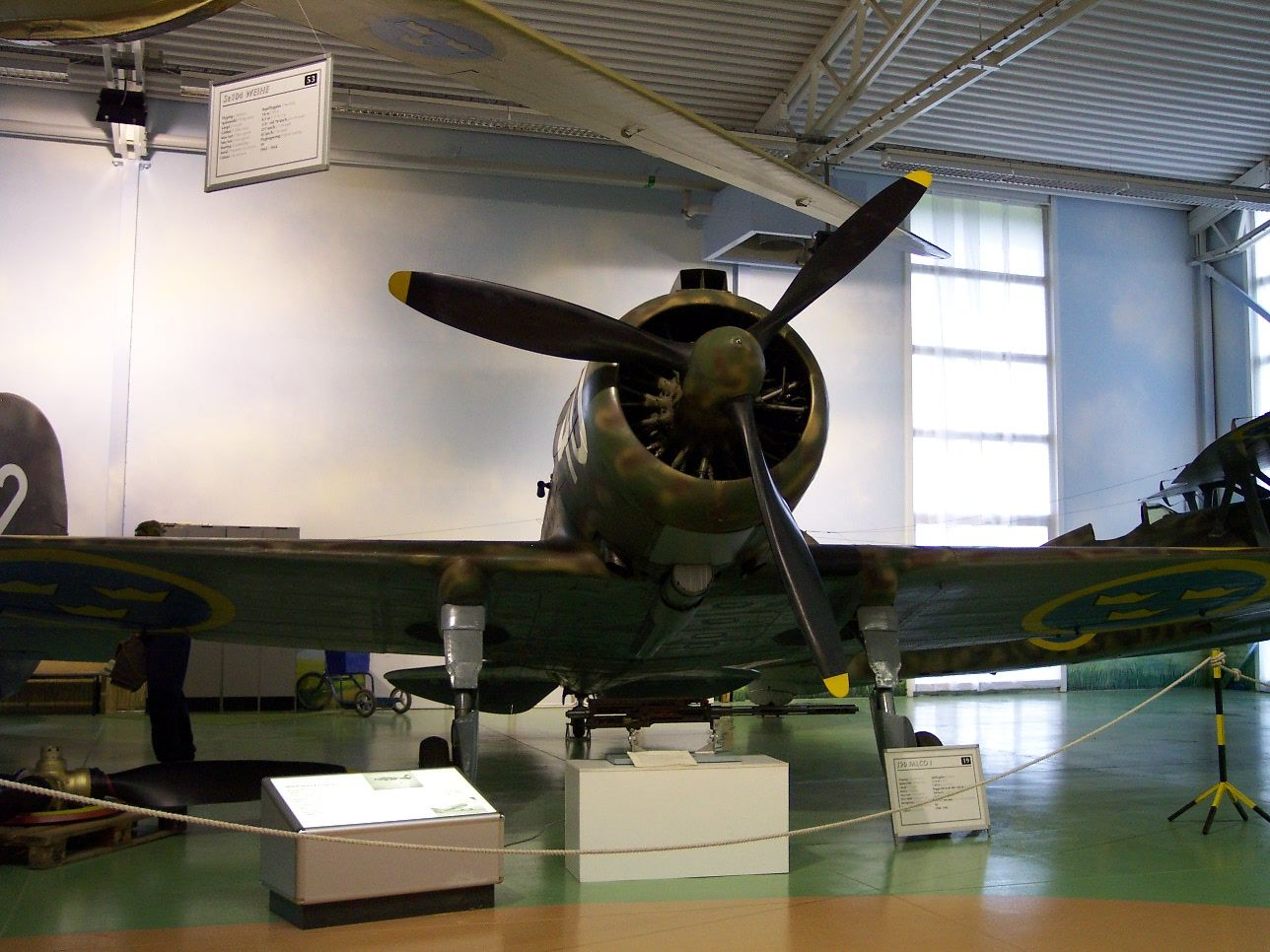
Widok z przodu
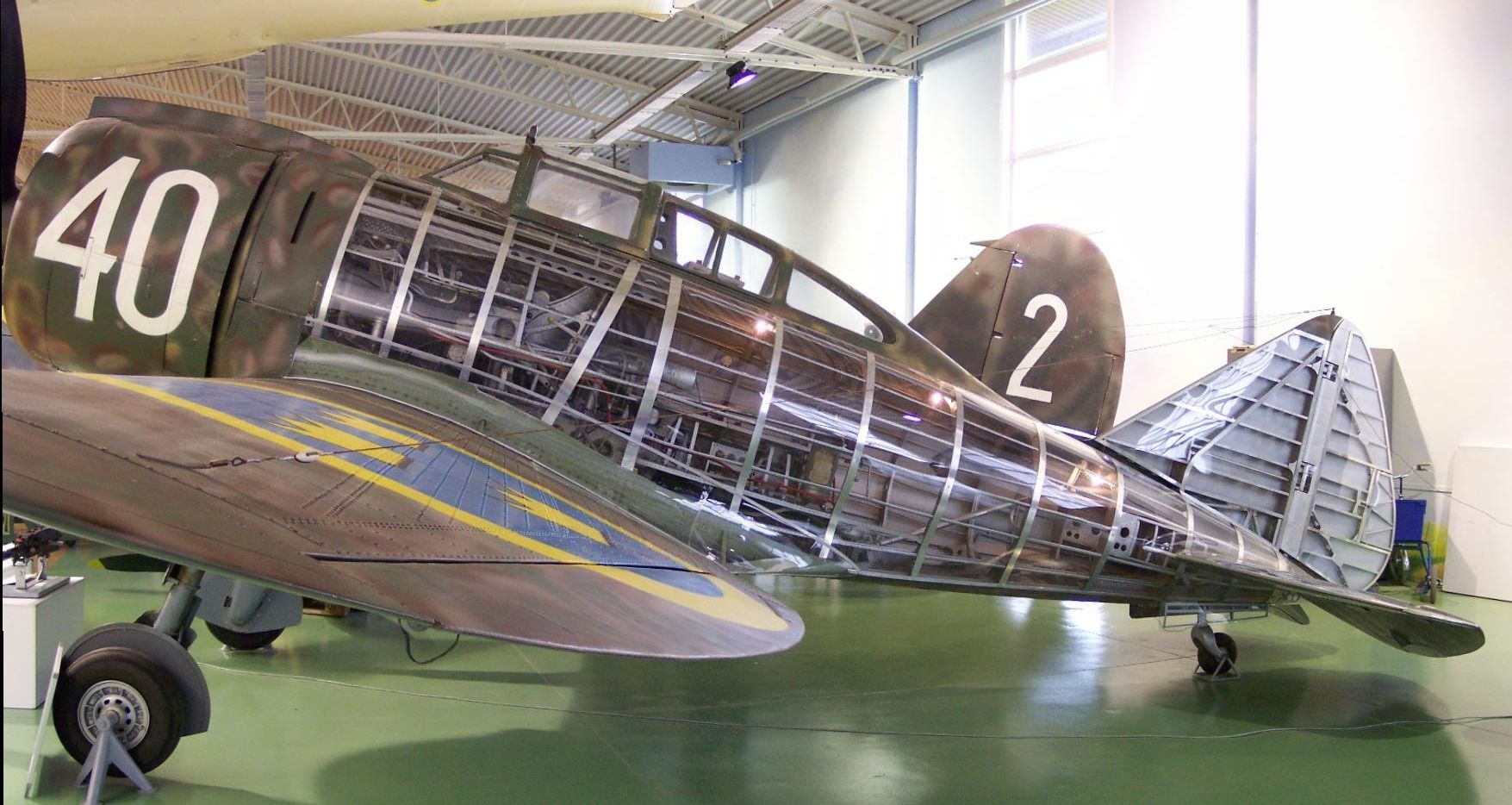
Widok z boku, widoczne ożebrowanie

## Opis techniczny samolotu
Samolot Raggiane Re.2000 Falco jest jednomiejscowym samolotem myśliwskim, dolnopłat wolnonośny, kabina zakryta, konstrukcja metalowa. Podwozie chowane w locie. Napęd silnik gwiazdowy.